# Zweite Stammstrecke
| Verlauf der Zweiten Stammstrecke |                                   |                                               |                                               |
| Streckennummer (DB): | 5547                              |                                               |                                               |
| Streckenlänge: | Strecke: 10,1 km Tunnel: 7,008 km |                                               |                                               |
| Spurweite: | 1435 mm (Normalspur)              |                                               |                                               |
| Streckenklasse: | D4                                |                                               |                                               |
| Stromsystem: | 15 kV; 16,7 Hz ~                  |                                               |                                               |
| Maximale Neigung: | 40 ‰                              |                                               |                                               |
| Zweigleisigkeit: | durchgehend                       |                                               |                                               |
| |                                   |                                               |                                               |
| \| \| \| S-Bahn-Stammstrecke von München-Pasing \| \| \| \| \| von Petershausen und von Regensburg \| \| \| \| 0,0 \| München-Laim Pbf \| München-Laim Pbf \| \| \| \| S-Bahn-Stammstrecke nach München Ost \| \| \| \| \| München-Laim–München Süd \| \| \| \| 2,0 \| Beginn der Tunnelstrecke \| Beginn der Tunnelstrecke \| \| \| \| S-Bahn-Stammstrecke \| \| \| \| 4,4 \| München Hbf Bahnhofplatz \| München Hbf Bahnhofplatz \| \| \| \| S-Bahn-Stammstrecke \| \| \| \| 5,5 \| München Marienhof \| München Marienhof \| \| \| 6,5 \| Isar \| Isar \| \| \| \| S-Bahn-Stammstrecke \| \| \| \| \| München Ost–Deisenhofen und München–Rosenheim \| \| \| \| 8,5 \| München Ostbahnhof tief \| München Ostbahnhof tief \| \| \| \| München Ost–Flughafen/Simbach/Rosenheim \| \| \| \| \| Ende der Tunnelstrecke \| \| \| \| \| von München Ost \| \| \| \| \| München Leuchtenbergring \| \| \| \| \| nach München Flughafen, zum Bw Steinhausen \| \| \| \| \| nach Simbach und nach Grafing Bahnhof \| \| |                                   |                                               |                                               |
| Strecke |                                   | S-Bahn-Stammstrecke von München-Pasing        | S-Bahn-Stammstrecke von München-Pasing        |
| Abzweig geradeaus und von links |                                   | von Petershausen und von Regensburg           | von Petershausen und von Regensburg           |
| Bahnhof | 0,0                               | München-Laim Pbf                              | München-Laim Pbf                              |
| Abzweig ehemals geradeaus und nach rechts |                                   | S-Bahn-Stammstrecke nach München Ost          | S-Bahn-Stammstrecke nach München Ost          |
| Kreuzung geradeaus oben (Strecke geradeaus außer Betrieb) |                                   | München-Laim–München Süd                      | München-Laim–München Süd                      |
| Tunnelanfang (Strecke außer Betrieb) | 2,0                               | Beginn der Tunnelstrecke                      | Beginn der Tunnelstrecke                      |
| Kreuzung (Strecke geradeaus außer Betrieb) (im Tunnel) |                                   | S-Bahn-Stammstrecke                           | S-Bahn-Stammstrecke                           |
| Haltepunkt / Haltestelle (Strecke außer Betrieb) (im Tunnel) | 4,4                               | München Hbf Bahnhofplatz                      | München Hbf Bahnhofplatz                      |
| Kreuzung mit Tunnelstrecke (im Tunnel) |                                   | S-Bahn-Stammstrecke                           | S-Bahn-Stammstrecke                           |
| Haltepunkt / Haltestelle (Strecke außer Betrieb) (im Tunnel) | 5,5                               | München Marienhof                             | München Marienhof                             |
| Strecke unter Wasserlauf (Strecke außer Betrieb) (im Tunnel) | 6,5                               | Isar                                          | Isar                                          |
| Kreuzung mit Tunnelstrecke (im Tunnel) |                                   | S-Bahn-Stammstrecke                           | S-Bahn-Stammstrecke                           |
| Kreuzung (Strecke geradeaus außer Betrieb) (im Tunnel) |                                   | München Ost–Deisenhofen und München–Rosenheim | München Ost–Deisenhofen und München–Rosenheim |
| Haltepunkt / Haltestelle (Strecke außer Betrieb) (im Tunnel) | 8,5                               | München Ostbahnhof tief                       | München Ostbahnhof tief                       |
| Kreuzung (Strecke geradeaus außer Betrieb) (im Tunnel) |                                   | München Ost–Flughafen/Simbach/Rosenheim       | München Ost–Flughafen/Simbach/Rosenheim       |
| Tunnelende (Strecke außer Betrieb) |                                   | Ende der Tunnelstrecke                        | Ende der Tunnelstrecke                        |
| Abzweig ehemals geradeaus und von rechts |                                   | von München Ost                               | von München Ost                               |
| Bahnhof |                                   | München Leuchtenbergring                      | München Leuchtenbergring                      |
| Abzweig geradeaus und nach links |                                   | nach München Flughafen, zum Bw Steinhausen    | nach München Flughafen, zum Bw Steinhausen    |
| Strecke |                                   | nach Simbach und nach Grafing Bahnhof         | nach Simbach und nach Grafing Bahnhof         |

Die Zweite Stammstrecke der S-Bahn München ist ein im Bau befindliches Ausbauprojekt, welches bereits seit den 1990er Jahren intensiv diskutiert wurde. Es sieht eine weitere unterirdische innerstädtische Verbindung vor, die im Wesentlichen in etwa parallel zu der 1972 eröffneten ersten Stammstrecke verläuft.
Das Projekt erstreckt sich, zwischen den Bahnhöfen Leuchtenbergring und Laim, über eine Länge von 11 km, davon verlaufen rund 7 km in einem bis zu rund 48 m unter dem Gelände liegenden Tunnel. Die unterirdischen Stationen Hauptbahnhof, Marienhof und Ostbahnhof sollen neu-, die oberirdischen Stationen Laim und Leuchtenbergring umgebaut werden. Zu den Stationen Hirschgarten, Donnersbergerbrücke, Hackerbrücke, Karlsplatz/Stachus, Isartor und Rosenheimer Platz der ersten Stammstrecke gibt es keine Entsprechung. Erklärtes Ziel des Bauvorhabens ist es, die Beförderungskapazität zwischen den beiden Bahnhöfen Laim und Leuchtenbergring zu erhöhen und die Pünktlichkeit im gesamten S-Bahn-Netz zu verbessern. Die Kritik an der Planung bezweifelt aber, dass dies so erreicht werden kann.
Am 25. Oktober 2016 wurde die Finanzierungsvereinbarung zwischen Bund, Freistaat, Stadt und Bahn unterzeichnet. Der symbolische Baubeginn fand am 5. April 2017 statt. Die Inbetriebnahme war zunächst für 2028 geplant. Die Gesamtkosten waren bei Baubeginn auf knapp 3,2 Milliarden Euro veranschlagt, einschließlich Risikopuffer auf knapp 3,84 Milliarden Euro. Nach einem Ende September 2022 von der Deutschen Bahn bekanntgegebenen neuen Zeit- und Kostenplan sollte das Vorhaben nunmehr 7,0 Milliarden kosten (einschließlich 1,5 Milliarden Euro Risikopuffer), die Inbetriebnahme 2035 erfolgen. Andere Schätzungen gehen von 8,5 Milliarden Euro Kosten und einer Fertigstellung nicht vor 2037 aus. Im April 2025 wurde von Kosten in Höhe von bis zu 9,5 Milliarden Euro ausgegangen.

## Verlauf

Netzplan der S-Bahn München mit Zweiter Stammstrecke nach dem Planungsstand von 2017.

Die zweite Stammstrecke soll im Bahnhof Laim aus der bestehenden Stammstrecke ausfädeln und kurz vor der Donnersbergerbrücke in einen 7008 Meter langen Tunnel münden, der über den Marienhof und Ostbahnhof zum Leuchtenbergring führt. Der Tunnel soll unter dem Hauptbahnhof seine größte Tiefe von 41 Metern erreichen und zwischen dem Ostbahnhof und der Station Leuchtenbergring wieder an die Oberfläche treten.
Zur späteren Anbindung der aus südlicher Richtung nach München führenden Linien ist östlich der Isarunterquerung ein Abzweigbauwerk vorgesehen. Für die höhenfreie Ausfädelung werden die Röhren in diesem Bereich auf unterschiedlichen Höhenniveaus geführt. Damit könnte der Fahrtrichtungswechsel zweier S-Bahn-Linien am Ostbahnhof vermieden werden. Die spätere Anbindung würde in die Bahnstrecke München Ost–Deisenhofen münden.
Es sind insgesamt drei Halte vorgesehen: München Hauptbahnhof, Marienhof (nördlich des Marienplatzes) und München Ostbahnhof. All diese werden als Tunnelhalteplätze ausgeführt.
Die beiden Röhren werden in einem Kreisquerschnitt mit einem Durchmesser von rund 8,4 m ausgeführt. Im Bereich der Portale sind Rechteckquerschnitte vorgesehen. In einem Abstand von maximal 600 m sind insgesamt acht Notausgänge zwischen den Portalen und Stationen vorgesehen.

## Geschichte

### Hintergrund und Variantendiskussion
Die bestehende Stammstrecke durch den Münchner Innenstadttunnel ist eine Engstelle im S-Bahn-System. Mit aktuell planmäßig 30 Zügen pro Stunde und Richtung (mittlere Zugfolgezeit von 120 Sekunden) ist sie eine der am stärksten befahrenen Eisenbahnstrecken Deutschlands.
Bereits kurz nach Eröffnung der ersten Stammstrecke gab es 1973 die ersten Überlegungen für eine zweite Stammstrecke. Konkrete Untersuchungen für eine Alternativstrecke zur bestehenden Stammstrecke wurden von der Landeshauptstadt München Mitte der 1990er Jahre in Auftrag gegeben. Diese betrachteten zunächst Ausbaumöglichkeiten des Südrings. Ende der 1990er Jahre wurde im Zuge der München-21-Planungen auch eine zweite Tunnelstrecke vorgeschlagen.
Eine 1998 in Auftrag gegebene Machbarkeitsstudie zu München 21 wurde zeitweilig unterbrochen, um auf Wunsch des Freistaats eine S-Bahn-Ergänzungsuntersuchung vorzunehmen, die dieser 1999 vergab. Dabei sollte geklärt werden, inwieweit durch die Alternative A des Projekts München 21 die S-Bahn-Stammstrecke entlastet werden könnte. Neben einer Mitnutzung der geplanten Anlagen von München 21 wurden eine Nutzung des Südrings und der Bau eines zweiten S-Bahn-Tunnels erwogen.
Die im Jahr 2000 vorgelegte Untersuchung favorisierte dabei die Tunnelvariante gegenüber dem Südring. Das entfallende Kopfmachen (Fahrtrichtungswechsel) am Ostbahnhof, die größere Entlastung der ersten Stammstrecke und die rechtlich bessere Durchsetzbarkeit wurden als Vorteile des Tunnels gegenüber dem Südring genannt. Die dort vorgeschlagene Tunnelvariante wurde in einer weiteren Untersuchung 2002 vertieft. Kritiker schlugen in der Folge optimierte Varianten des Südring-Ausbaus vor. Zusätzlich zu diesen wurde langfristig der Bau eines Nordtunnels vorgeschlagen, der die Kapazität weiter erhöht und die Vernetzung außerhalb der Innenstadt verbessern soll. Diese wurden jedoch in einer neuerlichen vergleichenden Untersuchung 2009 zurückgewiesen.
Im April 2010 beschloss der Bayerische Landtag die Realisierung des Projekts. Nachdem ein weiteres volkswirtschaftliches Gutachten 2011 ein positives Nutzen/Kosten-Verhältnis ergab, wurde 2011 eine Rahmen-Bau- und Finanzierungsvereinbarung geschlossen. Die Finanzierung wurde zwischen den Beteiligten Deutsche Bahn, Bundesrepublik Deutschland, Freistaat Bayern und Landeshauptstadt München 2012 vertraglich vereinbart.
2016 ergab eine Untersuchung ein Nutzen/Kosten-Verhältnis von 1,05.
Der bayerische Verkehrsminister Joachim Herrmann rechnete Ende 2013 mit einem frühestmöglichen Baubeginn 2015 und einer Eröffnung der Strecke im Jahr 2022. Dies wurde bereits in einem später zurückgezogenen Gutachten der Deutschen Bahn aus dem Frühjahr 2013, sowie im April 2014 bekannt gewordenen internen DB-Planungen so erwähnt. Diese veranschlagten aufgrund der späteren Eröffnung eine Erhöhung der bis 2013 von offizieller Seite angenommenen Baukosten von 2,05 Mrd. Euro auf 2,4 bzw. 2,57 Mrd. Euro.
Erste Ausschreibungen waren Mitte 2015 für Oktober 2015 geplant, deren Ergebnisse im 1. Quartal 2016 erwartet. Auf deren Grundlage wollte der Freistaat Bayern eine endgültige Entscheidung über das Projekt nicht vor dem dritten Quartal 2016 treffen.
Im Sommer 2014 erklärte der Bayerische Verkehrsminister Joachim Herrmann, eine Arbeitsgruppe der Obersten Baubehörde habe die Angaben der Bahn AG zu Planungen und Kosten geprüft. Die Prognosen wurden als plausibel bewertet. Eine Entscheidung sollte im zweiten Halbjahr 2015 nach Erteilung der Planfeststellungsbeschlüsse fallen.

### Ausschreibungen und Vergaben
Im November 2018 wurde die Vergabe des ersten Hauptbauauftrags für den Abschnitt „Oberirdisch West“ von Laim bis zur Donnersbergerbrücke mit einem Volumen von knapp 189 Mio. Euro bekanntgemacht. Beauftragt ist eine Bietergemeinschaft der Firmen Ed. Züblin AG, Wayss & Freytag Ingenieurbau AG, Max Bögl Stiftung & Co. KG und Bauer Spezialtiefbau GmbH. Der Auftrag für den Bau des westlichen Abschnitts zwischen Donnersbergerbrücke und Marienhof wurde Ende 2018 von einer Bietergemeinschaft aus den Unternehmen Wayss & Freytag Ingenieurbau, Max Bögl, Züblin und Bauer Spezialtiefbau gewonnen. Das Auftragsvolumen belaufe sich auf knapp 676 Mio. Euro. Der Abschnitt um den Halt Marienhof soll von Hochtief und Implenia gebaut werden. Der im Dezember 2018 vergebene Auftrag hat ein Volumen von 394 Mio. Euro. Alle drei Aufträge seien laut DB-Angaben im Kostenrahmen vergeben worden.

### Bau und geplante Inbetriebnahme
2016 erfolgten erste Bauvorbereitungen am Hauptbahnhof. Am 8. März 2017 begannen bauvorbereitende Maßnahmen. Die notwendigen Leitungsverlegungen nahmen ein Jahr in Anspruch.

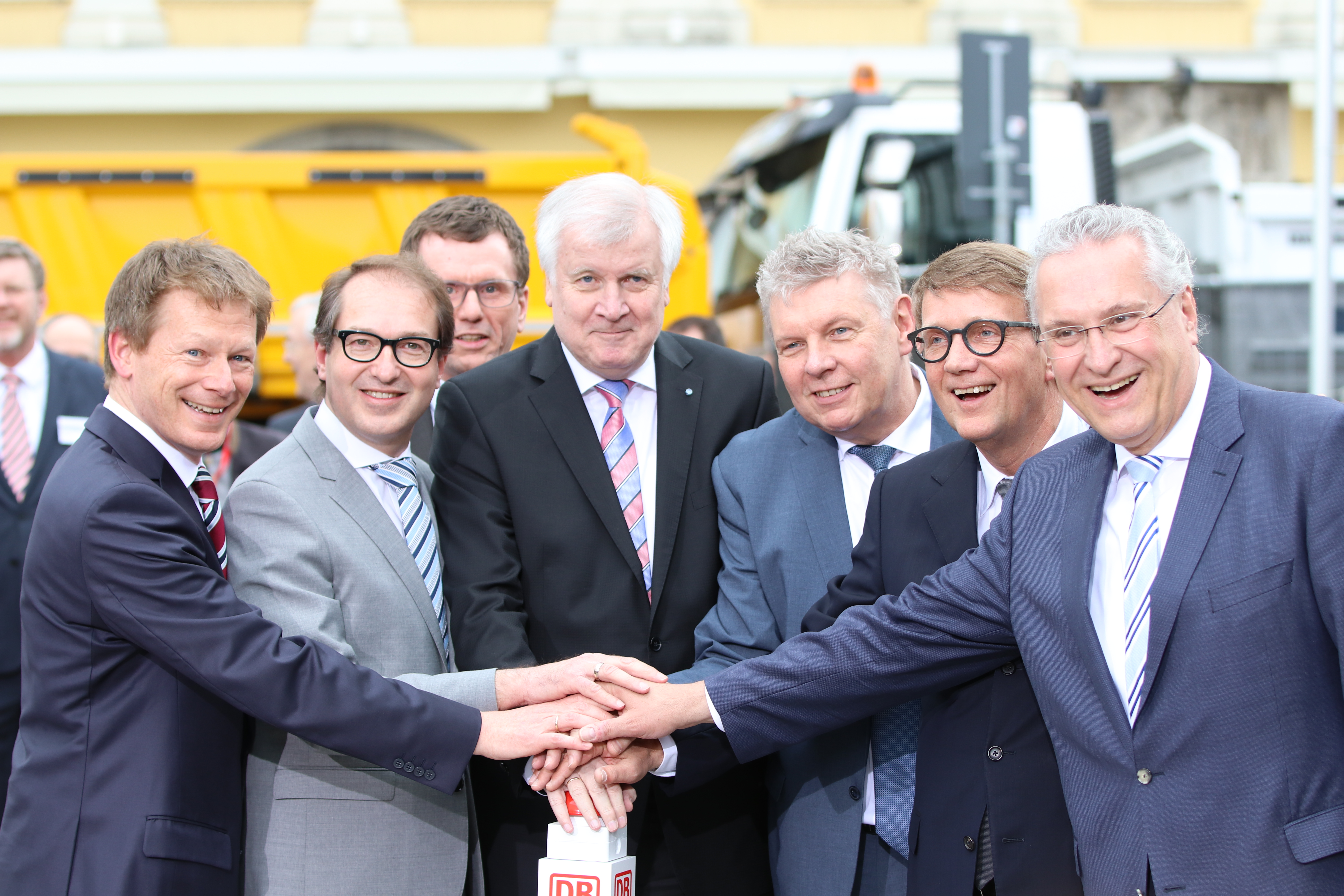
„Spatenstich“

Der symbolische Baubeginn fand am 5. April 2017 am Marienhof statt. DB-Vorstandsvorsitzender Richard Lutz, Bundesverkehrsminister Alexander Dobrindt, Bayerns Ministerpräsident Horst Seehofer, Münchens Oberbürgermeister Dieter Reiter, DB-Infrastrukturvorstand Ronald Pofalla und der bayerische Innen- und Verkehrsminister Joachim Herrmann (im Bild von links nach rechts) drückten gemeinsam einen roten Knopf. Ein aus diesem Anlass am 5. und 6. April 2017 ausgerichtetes Bürgerfest wurde von rund 8000 Menschen besucht. Darüber hinaus wurde ein Informationszentrum am Marienhof eröffnet.
Die Bauvorbereitungsarbeiten am Marienhof dauerten bis Mitte 2018 an. Danach begann dort der Aushub für die neue S-Bahn-Station Marienhof. Der Beginn des Aushubs am Hauptbahnhof war Herbst 2018 und der Tunnelanstich mittels vier Tunnelbohrmaschinen erfolgte 2019. Die Fertigstellung des Tunnelrohbaus war zunächst für 2023 geplant.
Die Inbetriebnahme war zunächst für 2026 vorgesehen. Wegen der Verlegung des S-Bahn-Halts am Ostbahnhof und des Baus eines U-Bahn-Halts am Hauptbahnhof für die geplante U9 wurde im Juni 2019 eine Verzögerung bis 2028 genannt. Außerdem muss statt der bisher geplanten Rettungsschächte ein eigener Rettungstunnel gebaut werden. Laut im Oktober 2020 erschienenen Zeitungsberichten wurde eine weitere Verzögerung bis 2032 befürchtet.
Im Juni 2022 sprach der Bayerische Verkehrsminister Christian Bernreiter von einer Verzögerung bis 2037 und Gesamtkosten von bis zu 7,2 Milliarden Euro. Dies seien Zahlen aus der Projektbegleitung im Ministerium, ohne Gründe zu benennen. Das Ministerium habe diese mit der Deutschen Bahn abgleichen wollen, diese aber sie allerdings nicht offengelegt. Zuvor war in Medienberichten bereits von 2033 die Rede.
Ein im September 2022 erschienener Zeitungsbericht nannte 2035 als frühestmöglichen und 2037 als ebenfalls möglichen Eröffnungstermin, bei auf 7,8 Milliarden Euro gestiegenen Gesamtkosten. Laut einem Ende September 2022 erschienenen Zeitungsbericht hatte die Deutsche Bahn das bayerische Verkehrsministerium bereits bei einem Gespräch am 25. September 2020 auf einer 32-seitigen Präsentation über die schon damals abzusehende Verzögerung um sechs Jahre informiert. Diese Informationen wurden jedoch nicht veröffentlicht.
Nach einem am 29. September 2022 von der Deutschen Bahn bekanntgegebenen neuen Zeit- und Kostenplan soll das Vorhaben nunmehr 7,0 Milliarden kosten (einschließlich 1,5 Milliarden Euro Risikopuffer, jedoch ohne Berücksichtigung zukünftiger Marktpreissteigerungen), die Inbetriebnahme 2035 erfolgen. Die Hauptgründe dafür lägen „in der erheblichen Projekterweiterung, dem damit länger dauernden Genehmigungsprozess und aufwändigerem Bauablauf sowie den drastisch gestiegenen Bau- und Materialpreisen“. So sei das Projekt 2019 erheblich erweitert worden, was auch zu längeren Detailplanung geführt habe. Auch hätten Planfeststellungsverfahren länger gedauert als gedacht und „immer wieder außergewöhnliche Bautechniken“ angewendet werden müssen. Angesichts der Verzögerungen kündigten DB und Freistaat Bayern an, eine Reihe von Verbesserungen im Raum München umsetzen zu wollen.

## Konzept

### Gründe für die Planungen
Von Seiten der Projektbefürworter werden insbesondere folgende Gründe für den Bau genannt:
- Eine weitere Verdichtung der heutigen Zugfolge gilt unter Beibehaltung der Pufferzeiten als nicht möglich. Dies ist unter anderem ein Hindernis für eine Verstärkung der Taktfolge in den verschiedenen Außenästen.
- Ferner soll durch die Beseitigung des Engpasses Stammstrecke die Betriebsstabilität der Münchner S-Bahn verbessert werden.

Hierbei wird von Kritikern in Zweifel gezogen, ob diese Ziele nicht auch alternativ erreicht werden können. Siehe hierzu den Abschnitt Kritik und Alternativvorschläge.

### Verkehrsangebot
Mit Inbetriebnahme der Zweiten Stammstrecke beginnt eine zweite Betriebsstufe eines im Juni 2017 ausgeschriebenen und im Dezember 2020 in Kraft getretenen neuen S-Bahn-Verkehrsvertrags. Damit einher gehen deutlich erweiterte Verkehrsleistungen. Über die zweite Stammstrecke sollen sechs Linien geführt werden, über die heutige Stammstrecke zukünftig fünf. Die Verkehrsleistung soll um 40 Prozent, von 20,9 auf 29,1 Millionen Zugkilometer pro Jahr, angehoben werden.
Im Zuge der Planfeststellung für den zweiten S-Bahn-Tunnel wurde im Dezember 2002 verschiedene Betriebskonzepte von SMA und Partner analysiert. Zum einen wurde der sogenannte Ohnefall analysiert. In diesem wurden der Status quo mit wenigen fest geplanten Infrastrukturänderungen für das Prognosejahr 2015 fortgeschrieben. Im Mitfall 1 wurde ein Stammstreckentunnel mit Halten in Laim, Friedenheimer Brücke, Arnulfpark, Hauptbahnhof, Marienhof, Maximilianstraße und Ostbahnhof bzw. Leuchtenbergring beurteilt. Auf diesem Netz wurden S-Bahn-Linien im 10/20-Minuten-Takt geplant. Im Mitfall 2 wurde ein Stammstreckentunnel mit den Halten Laim, Hauptbahnhof, Marienhof und Ostbahnhof bzw. Leuchtenbergring betrachtet. Auf diesem Netz wurde ein 15/30-Minuten-Grundtakt sowie Express-S-Bahnen vorgesehen. Hierbei wurde dem Mitfall 2 aufgrund der möglichen Express-S-Bahnen, der gleichmäßigeren Auslastung beider Strecken, sowie der geringeren Ausbaumaßnahmen auf den Außenästen der Vorzug gegeben.
Insbesondere durch das Expresssystem sollen Orte an Durchmesserlinien um bis zu 30 Minuten schneller miteinander verbunden werden bzw. kann die Innenstadt (Marienhof, Hauptbahnhof) um bis zu 15 Minuten schneller erreicht werden. Diese Variante erhielt in der Planung den Vorzug gegenüber einer ebenfalls angedachten Ausweitung des 10-Minuten-Takts ausschließlich in den Hauptverkehrszeiten auf alle dafür ausgebauten Strecken im baulich verdichteten Vorortbereich, da dabei sowohl die weiter entfernten Orte durch die kürzere Fahrzeit als auch die Stadtrandgebiete durch einen ganztägigen 15-Minuten-Takt profitieren können. Damit die Express-S-Bahn an beiden Linienästen durchgebunden werden kann, ist es notwendig, sie durch Führung über die Zweite Stammstrecke mit weniger Halten zu beschleunigen.

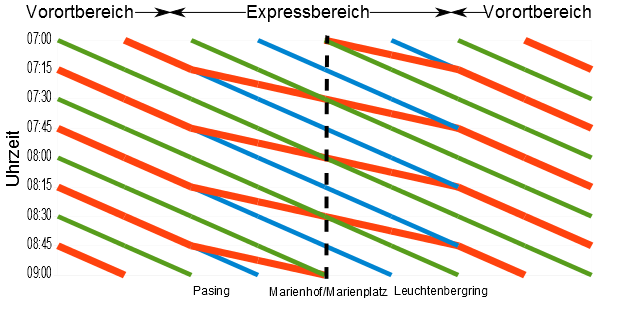
Prinzipdarstellung des Express-S-Bahn-System im Bildfahrplan
Grün: Vorort-S-Bahnen (1. Stammstrecke)
Rot: Express-S-Bahnen (2. Stammstrecke)
Blau: Verstärker-S-Bahnen (1. Stammstrecke)
(jeweils im 30-Minuten-Takt)

Die Express-S-Bahn-Linien bedienen dabei, ähnlich dem ehemaligen Stadt-Express-Konzept, auf den Außenstrecken alle Halte bis zum Vorortbereich (etwa 20–25 km rund um den Marienplatz). Dort besteht Anschluss an eine im 15-Minuten-Takt fahrende Vorort-S-Bahn, mit Halt an allen Bahnhöfen.
Mit wenigen Zwischenhalten verkehrt sie bis zu den Bahnhöfen Laim bzw. Leuchtenbergring. Diese erreicht sie etwa 3–5 Minuten nach der 18 Minuten vorher abgefahrenen Vorort-S-Bahn. Die beiden Bahnhöfe werden dabei so gestaltet, dass bahnsteiggleiches Umsteigen zwischen diesen Linien möglich ist.
Anschließend verkehren diese Linien über die zweite Stammstrecke mit wenigen Zwischenhalten und 10 Minuten Fahrzeit, während die Vorort-S-Bahn die erste Stammstrecke mit 15 Minuten Fahrzeit nimmt.
Am anderen Treffpunkt der beiden Strecken hat die Express-S-Bahn somit die Vorort-S-Bahn überholt und fährt den Vorortbereich mit wenigen Zwischenhalten an. Dort besteht wiederum bahnsteiggleich Anschluss von der um 30 Minuten früher am anderen Linienende abgefahrenen Vorort-S-Bahn. Danach setzt die Express-S-Bahn ihre Fahrt bis zum Linienende fort und hält dabei an allen Zwischenstationen.
Das Konzept wurde in vertiefenden Planungen weiter konkretisiert. Die insgesamt 6. Version des Tunnelbetriebsnetz (sogenannter Mitfall 6T) wurde im Februar 2012 veröffentlicht. Dieses wurde mit einem entsprechenden Betriebsnetz über den Südring (sogenannter Mitfall 6S) verglichen.
| Marienplatz/Marienhof nach | Fahrplan 2010 | Mitfall 6S (Startkonzept) | Mitfall 6T (Startkonzept) |
| -------------------------- | ------------- | ------------------------- | ------------------------- |
| Wolfratshausen             | 46 min.       | 46 min.                   | 46 min.                   |
| Tutzing                    | 48 min.       | 48 min.                   | 41 min.                   |
| Herrsching                 | 53 min.       | 42 min.                   | 35 min.                   |
| Geltendorf                 | 49 min.       | 49 min.                   | 48 min.                   |
| Mammendorf                 | 42 min.       | 38 min.                   | 31 min.                   |
| Petershausen               | 42 min.       | 42 min.                   | 41 min.                   |
| Freising                   | 47 min.       | 43 min.                   | 39 min.                   |
| Flughafen                  | 38 min.       | 38 min.                   | 37 min.                   |
| Erding                     | 48 min.       | 47 min.                   | 44 min.                   |
| Ebersberg                  | 48 min.       | 41 min.                   | 33 min.                   |
| Kreuzstraße                | 46 min.       | 44 min.                   | 44 min.                   |
| Holzkirchen                | 38 min.       | 38 min.                   | 38 min.                   |

Dafür sind folgende Maßnahmen vorgesehen:
- Umstellung der Taktfrequenz ganztägig von derzeit 20 Minuten auf 15 Minuten[2] im Umkreis von 20 bis 25 km um die Münchner Innenstadt und in der Hauptverkehrszeit bis zu den Endpunkten
- Einführung von Express-S-Bahnen auf stark nachgefragten Linien im ganztägigen 30-Minuten-Takt.[2] Dazu müssen einzelne Außenstrecken noch abschnittsweise zweigleisig ausgebaut werden. Im Plan integriert sind der Ausbau der Abschnitte Steinebach–Seefeld und St. Koloman–Aufhausen. Hinzu kommen ein Überwerfungsbauwerk am Westkreuz und ein weiterer S-Bahn-Bahnsteig in Markt Schwaben.
- Die anderen Strecken sind erst nach dem Ausbau auf vier Gleise (München-Pasing – Buchenau und München-Riem – Markt Schwaben) für eine weitere Angebotsverbesserung (Express-S-Bahn) vorgesehen.

Dadurch ergeben sich für die stark nachgefragten Bahnhöfe ganztägig sechs Fahrtmöglichkeiten pro Stunde, für die Außenäste mit Express-S-Bahn eine Fahrzeitersparnis von bis zu 15 Minuten für die Fahrt zum Hauptbahnhof München und von 30 Minuten von einem Linienende zum anderen und für viele bisher nur im 20-Minuten-Takt befahrenen Strecken ein um ein Drittel besseres Angebot mit dem 15-Minuten-Takt. Allerdings verschlechtert sich dadurch auch auf manchen Strecken in Hauptverkehrszeiten (auf Zwischenhalten) das Angebot, z. B. 15-Minuten- statt heute 10-Minuten-Takt.
Das Tunnelbetriebskonzept, das sich als Startkonzept versteht, sieht in der aktuellen Version vom April 2017 (Mitfall 6+) folgende Linien vor:
| Linie | Aktueller Verlauf (Stand 2023)                                    | Aktuelle Bedienung (Stand 2023)                                                                            | Linienverlauf mit 2. Stammstrecke                | Takt                                               |
| ----- | ----------------------------------------------------------------- | --- | ------------------------------------------------ | -------------------------------------------------- |
| S 1   | Freising/Flughafen–Marienplatz–Leuchtenbergring                   | 20′ | Freising/Flughafen–Marienhof–Ebersberg 1         | 15′ 30′ Freising/Flughafen–Neufahrn                |
| S 2   | Petershausen/Altomünster–Dachau–Marienplatz–Markt Schwaben–Erding | 20′ Petershausen–Markt Schwaben 20'/40' Markt Schwaben–Erding 30' Dachau–Altomünster 10′ Dachau–Ostbahnhof | Petershausen/Altomünster–Marienplatz–Holzkirchen | 20′ 10′ Dachau–Deisenhofen                         |
| S 3   | Mammendorf–Maisach–Marienplatz–Deisenhofen–Holzkirchen            | 20′ 10′ Maisach–Deisenhofen                                                                                | Maisach–Marienplatz–Erding–Flughafen–Freising 4  | 15′ 30′ Erding–Freising                            |
| S 4   | Geltendorf–Marienplatz–Haar (–Grafing–Ebersberg)                  | 20′ 20′ zeitw. Haar–Grafing (–Ebersberg)                                                                   | Geltendorf–Marienplatz–Grafing                   | 15′ 30′/15′ Geltendorf–Grafrath                    |
| S 6   | Tutzing–Starnberg–Marienplatz–Grafing–Ebersberg                   | 20′ 20′/40′ sowie Grafing–Ebersberg                                                                        | Tutzing–Marienhof–Ostbahnhof                     | 15′ 30′/15′ Starnberg–Tutzing                      |
| S 7   | Wolfratshausen–Höllriegelskreuth–Marienplatz–Aying–Kreuzstraße    | 20′ Wolfratshausen–Aying 20′/40' Aying–Kreuzstraße                                                         | Wolfratshausen–Marienplatz–Kreuzstraße           | 20′ Wolfratshausen–Aying 20′/40' Aying–Kreuzstraße |
| S 8   | Herrsching–Weßling–Marienplatz–Ismaning–Flughafen                 | 20′ 10′ (Weßling-)Germering–Ostbahnhof                                                                     | Herrsching–Marienplatz–Flughafen                 | 30′ 15′ Weßling–Flughafen                          |
| S 18X |                                                                   | | Herrsching–Marienhof–Leuchtenbergring            | 30′                                                |
| S 20  | (Geltendorf–) 3Pasing–Höllriegelskreuth                           | Einzelne Züge in der HVZ                                                                                   | Pasing–Höllriegelskreuth                         | 60′                                                |
| S 21X |                                                                   | | Landshut–Freising–Marienhof–Leuchtenbergring     | 60′                                                |
| S 23X |                                                                   | | (Augsburg–)Mering–Mammendorf–Marienhof–Flughafen | 30′                                                |
| S 24X |                                                                   | | Buchloe–Geltendorf–Marienhof–Leuchtenbergring    | 30′                                                |

Anmerkung: Züge über Marienplatz verkehren über die erste Stammstrecke, Züge über Marienhof über die zweite Stammstrecke. Die S20 verkehrt nicht durch die Tunnelstrecken.
Mit diesem Express-S-Bahn-System, für das der zweite S-Bahn-Tunnel unabdingbar ist, ist auch eine Verlängerung der S-Bahnen in das erweiterte MVV-Gebiet (Moosburg, Kaufering, Weilheim, Wasserburg) je nach Bedarf mittel- bis langfristig möglich.

## Planung und Finanzierung

### Politischer Umsetzungsprozess
Der Tunnel setzte sich bei einer durch Obermeyer und die DE Consult durchgeführten vergleichenden Untersuchung 2001 gegen die Variante über den „Südring“ (Fern- und Regionalverkehr nach Salzburg und Mühldorf) durch, steht jedoch nach wie vor in der Kritik. Die Argumente sind – neben der stark erhöhten Kostenprognose von zwischenzeitlich bis zu 2,4 Mrd. Euro – die gegenüber der bestehenden Stammstrecke geringe Stationsdichte (wodurch jedoch eine um acht Minuten kürzere Fahrzeit bei Querung der Stadt erzielt wird) und die Lage der Stationen in bis zu 40 m Tiefe, was für den Brandfall als Risiko gesehen wird.
Ein Gutachten aus dem Jahr 2009 durch die Intraplan Consult GmbH, Schüßler Plan, Lahmeyer München sowie SMA und Partner kommt zum selben Schluss und gibt dem Tunnel den Vorzug. Der Nutzen-Kosten-Faktor des Südring-Ausbaus lag hierbei unter 1, wodurch eine Förderfähigkeit nicht gegeben wäre. Ebenso würde die S-Bahn-Stammstrecke bei der Tunnelvariante doppelt so stark entlastet werden, wie es der Südring vermag. Darüber hinaus erzeuge der Tunnel stärkere Verlagerungseffekte vom Individualverkehr zur S-Bahn. Die Schlüsse dieses Gutachtens wurden von mehreren Seiten kritisiert. So seien in die Kosten des Südrings unter anderem Kaufpreise für Grundstücke eingerechnet worden, welche die Bahn bereits besitzt. Kosten für die ohnehin notwendige (und bereits eingeplante) Lärmsanierung seien nicht abgezogen worden.
Bereits am 16. Januar 2003 hatten das Land Bayern und die Deutsche Bahn AG einen Rahmenterminplan für das Projekt vereinbart. Das Projekt sollte bis 2010 realisiert werden. Im August 2003 erhielt die DB ProjektBau den Planungsauftrag. Über rund ein Jahr wurden die Planunterlagen von zehn Ingenieurbüros erarbeitet und am 17. Dezember 2004 dem Eisenbahn-Bundesamt zur Eröffnung des Planfeststellungsverfahrens übergeben. Durch die Entwurfsgeschwindigkeit von 70 bis 120 km/h sowie die Beschränkung auf zwei Stationen soll die Fahrzeit zwischen Laim und Ostbahnhof von 15 auf zukünftig 9,5 Minuten sinken. 2005 lagen die geplanten Kosten, einschließlich eines neuen Elektronischen Stellwerks am Ostbahnhof, bei rund 1,3 Milliarden Euro. Davon sollten 60 % aus GVFG-Mitteln und zu 40 % aus Landesmitteln finanziert werden. Anfang 2006 nannte die Projektleitung den Fahrplanwechsel im Dezember 2011 als Inbetriebnahmetermin. Zur Begründung der Verzögerungen wurde die Abarbeitung von 900 Einwendungen und zusätzliche Erörterungstermine genannt.
Es war geplant, den Rohbau der Station Marienhof zwischen 2012 und 2017 zu erstellen.
Am 24. März 2010 stimmte der Münchener Stadtrat mit 65 von 80 Stimmen für den Bau des Tunnels und einen Ausbau der Flughafenanbindung über die östliche Flughafenstrecke. Alternativvorschläge wie dem Ausbau des Südrings und eines Nordtunnels wurden eine Absage erteilt. Als Vorteile eines Tunnels werden unter anderem genannt, dass die Express-S-Bahnen zu Metropolregion-Expresszügen ausgeweitet werden können. Somit sollen schnelle Verbindungen innerhalb der Region, eine intensive Auslastung des Tunnels, eine Entlastung des Hauptbahnhofes, sowie eine Verdichtung der Taktfolgen bis hin zum 10-Minuten-Takt erreicht werden.
Am 14. April des gleichen Jahres stimmte auch der Bayerische Landtag zu, den Tunnel zu bauen.
Der Bau- und Finanzierungsvertrag für die Bahnstrecke wurde am 8. April 2011 unterzeichnet. Dieser wurde 2012 angepasst. Die Bahn stellte daraufhin einen Antrag auf Aufnahme in das Gemeindeverkehrsfinanzierungsgesetz in die Kategorie A. Im gleichen Jahr wurde die Nutzen-Kosten-Analyse aktualisiert. Diese sah für das Startkonzept des Tunnels mit Prognosehorizont 2020 im Planfall einen Nutzen-Kosten-Faktor von 1,23 und im Risikofall einen Nutzen-Kosten-Faktor von 1,04. Damit war das Projekt weiterhin förderfähig.
Zeils Nachfolger als bayerischer Verkehrsminister Joachim Herrmann betonte nach seiner Amtsübernahme Ende Oktober 2013, dass der Freistaat am Bau der zweiten Stammstrecke festhält. Auch nach der Ablehnung einer Bewerbung für die Olympischen Winterspiele 2022 in Bayern durch einen Bürgerentscheid am 10. November 2013 wolle der Freistaat weiterhin „mit voller Kraft“ an der Verwirklichung der zweiten Stammstrecke arbeiten.
Anfang April 2014 betonte Ministerpräsident Seehofer, nachdem eine neue Kostenschätzung bekannt wurde, dass der Freistaat am Bau der zweiten Stammstrecke festhält, sofern die Kosten hierfür nicht stark steigen.
Die Planfeststellung für die Abschnitte 1 und 3 konnte bis April 2014 aufgrund von Einsprüchen insbesondere der MVG bezüglich der Planungen am Hauptbahnhof und von Anwohnern in Haidhausen noch nicht abgeschlossen werden. eine weitere Verzögerung trat ein, weil die Deutsche Bahn Unterlagen nicht rechtzeitig an das Eisenbahn-Bundesamt als Genehmigungsbehörde übermittelt hat. Dadurch ist eine Planfeststellung frühestens im 2. Quartal 2015 möglich, der Baubeginn verzögert sich entsprechend.

### Kosten und Finanzierung
Die geschätzten Baukosten betrugen 2019, einschließlich eines Risikopuffers, 3,8 Milliarden Euro. Das Bayerische Verkehrsministerium nannte im Juni 2022 bis zu 7,2 Milliarden Euro. Die von der DB erwarteten Kosten sollen laut Angaben vom März 2025 inzwischen bei rund 7,8 Milliarden Euro liegen.
Als der Bayerische Landtag 2010 die Realisierung des Projekts beschloss, beliefen sich die geplanten Kosten auf 1,5 Milliarden Euro (Preisstand 2004); im März 2010 wurden in einer Kabinettsvorlage Kosten von zwei Milliarden Euro erwartet. Die Deutsche Bahn rechnete Mitte 2010 mit dem Beginn der Bauausschreibungen für Anfang 2011. Der Bau sollte Mitte 2011 an mehreren Orten gleichzeitig beginnen. Am 8. April 2011 wurde ein Bau- und Finanzierungsvertrag geschlossen. Er wurde zunächst Ende 2011 fortgeschrieben, nachdem die Bewerbung Münchens um die Olympischen Winterspiele 2018 gescheitert war und der Zeitplan des Projekts entsprechend angepasst wurde. Der Vertrag wurde am 27. Juni 2012 nochmals fortgeschrieben. Er stand damit bis 31. Dezember 2014 unter dem Vorbehalt der gesicherten Finanzierung.
Auf der Grundlage der bis 2007 bestehenden Planungen waren Kosten von mindestens 1,85 Mrd. Euro zu erwarten. Dem Landtag hatte das Ministerium im Juni 2007 mitgeteilt, dieses Ergebnis mache Bundeszuschüsse unmöglich, da der Kosten-Nutzen-Faktor zu gering sei.
Mit dem Verzicht auf ein elektronisches Stellwerk und der Verkürzung der Tunnelstrecke um 500 m sanken die geplanten Kosten von 1,85 auf 1,6 Mrd. Euro und veränderten den Kosten-Nutzen-Faktor damit zugunsten des Ausbaus auf 1,18. Die Erweiterung sollte in zwei Stufen (2016 zum Leuchtenbergring, 2020 nach Giesing) ohne offene Tunnelbauweise gebaut werden.  Die neue Nutzen-Kosten-Rechnung sei abhängig von einer optimierten Konzeption für die zweite Stammstrecke.
Im 8. April 2011 schlossen der Freistaat Bayern und die Deutsche Bahn AG eine Bau- und Finanzierungsvertrag mit Blick auf eine Eröffnung rechtzeitig vor den Olympischen Winterspielen 2018, um die sich München beworben hatte. Die Vereinbarung sah bei einem Preisstand 2009 einen Kostenrahmen von 1769,7 Millionen Euro vor. Davon sollte der Freistaat Bayern 827,3 Mio. Euro, der Bund 809,4 Mio. Euro und die DB AG 133 Mio. Euro übernehmen. Aufgrund der dynamisierten Kosten, wurde der Finanzierungsrahmen auf ca. 2 Mrd. Euro festgelegt zuzüglich eines 500 Mio. Euro hohen Risikopuffers, den Bayern und die DB AG tragen sollten. Unter anderem aufgrund der gescheiterten Olympiabewerbung Münchens wurde ein Nachtrag notwendig, der am 27. Juni 2012 unterzeichnet wurde.
Am 27. November 2012 wurde bekannt gegeben, dass die Finanzierung der Zweiten Stammstrecke nun endgültig zwischen den Vertragspartnern geklärt wurde. Die ersten Vorarbeiten sollten 2014 beginnen, die Hauptbaumaßnahmen 2015. Bis 2020 sollte der Tunnel einsatzbereit sein. Die fehlenden 700 Millionen Euro würden durch eine Mischfinanzierung aufgebracht. Zum einen wurde ein 492 Millionen Euro hohes Darlehen vom Flughafen München zurückgefordert und diese Mittel für den Bau des Tunnels verwendet. Hierzu verzichteten die Flughafen-Gesellschafter Landeshauptstadt München, Freistaat Bayern und Bundesrepublik Deutschland auf ihre Ansprüche aus dem Darlehen. Der Bund bringt hierbei einen Anteil von 128 Millionen Euro am Darlehen auf. Der fehlende Betrag von 208 Millionen Euro wird durch eine Aufstockung des Bundesanteils um 108 Millionen Euro und einen Beitrag von 100 Millionen Euro aus Rücklagen des Freistaates aufgebracht. Ebenso wurde ein Risikopuffer von 500 Millionen Euro vereinbart, der zu 40 Prozent von der DB AG und zu 60 Prozent vom Freistaat Bayern übernommen wird. Somit sollte der Freistaat Bayern insgesamt 1,274 Mrd. Euro, die Bundesrepublik Deutschland 493 Mio. Euro, die Deutsche Bahn 133 Mio. Euro und die Landeshauptstadt München 147 Mio. Euro tragen.
In einer internen Übersicht von September 2012 wies die Deutsche Bahn gegenüber ihrem Aufsichtsrat im Dezember 2012 Kosten von 2,433 Milliarden Euro aus. Das Papier ging von einer Terminverschiebung um zwei Jahre und höheren Planungskosten aus.
Nach Ende Februar 2013 veröffentlichten Berechnungen von Vieregg-Rössler im Auftrag der Freien Wähler sollen die Kosten für den zweiten Stammstreckentunnel mindestens 2,6 Milliarden Euro betragen. Einschließlich Risikozuschlägen, einer jährlichen Teuerung von drei Prozent und einer verlängerten Bauzeit sei mit 3,9 Milliarden Euro zu rechnen.
Ende Oktober 2013 bezifferte der neue bayerische Verkehrsminister Herrmann die Gesamtkosten nach damaligem Preisstand auf 2,05 Milliarden Euro, jedoch sei eine genaue Kostenaufstellung erst mit dem Vorliegen aller Planfeststellungsbeschlüsse Ende 2014/Anfang 2015 möglich. Hierbei werde der Freistaat auch eine Kostensteigerung im Rahmen der allgemeinen Baupreissteigerungen mittragen. Um dies zu überwachen, werde die Oberste Baubehörde in die Planungen eingeschaltet, da Bayern, nach Aussage Herrmanns, keine höheren Kosten akzeptiert. Diese soll unabhängig von Projektverantwortlichen der Deutschen Bahn die Kosten für das Bauprojekt ermitteln. Herrmann erwartete eine Entscheidung im Laufe des Jahres 2014, dies sei jedoch abhängig vom Verfahrensverlauf der Planfeststellung beim Eisenbahn-Bundesamt.
Die Kosten des Projekts wurden von der Deutschen Bahn im Rahmen einer Kostenermittlung mit 2.047 Millionen Euro veranschlagt. Dem lag eine Inbetriebnahme im Jahr 2019 zu Grunde. Darüber hinaus war ein Risikobudget von 500 Millionen Euro vorgesehen. Die Deutsche Bahn kalkulierte in einem Anfang April 2014 bekannt gewordenen internen Papier die Gesamtkosten für das Projekt auf 2,57 Mrd. Euro. Unter anderem aufgrund sich verzögernder Baugenehmigungen wurde damit die bisherige Kostenschätzung um ca. 500 Mio. Euro angehoben. Als geplanten Fertigstellungstermin wurde in diesem Papier das Jahr 2022, statt zuvor 2019, genannt.
Laut einem Pressebericht von Anfang Juli 2015 ging die DB in einem Aufsichtsratsbericht von bis zu 3,12 Milliarden Euro aus. Bei einem Gesamtwertumfang von 2,877 Milliarden Euro seien Risiken mit einer Eintrittswahrscheinlichkeit von über 50 Prozent in Höhe von 243 Millionen Euro vorgesehen. Kostensteigerungen wurden unter anderem mit der Verschiebung der Inbetriebnahme von 2024 auf 2025 (34 Millionen Euro), dem gleichzeitigen Umbau des Empfangsgebäudes des Münchner Hauptbahnhofes (43 Millionen Euro), höheren Kosten für Entsorgung (43 Millionen Euro) und Mehrkosten für den Grunderwerb (55 Millionen Euro) begründet. Am 6. Juli 2015 bezifferte die Deutsche Bahn die erwarteten Kosten – je nach angenommenen Risiken – mit 2,9 bis 3,1 Milliarden Euro.
Im Frühjahr 2015 rechnete die Deutsche Bahn mit Kosten von 2,57 Milliarden Euro. Darin waren rund 250 Millionen Euro aus dem Risikobudget enthalten, weitere rund 270 Millionen Euro folgten aus allgemeinen Preissteigerungseffekten (Inflation) mit einer angenommenen Inbetriebnahme nach dem Jahr 2022. Laut internen Unterlagen habe sie mit der Inbetriebnahme nicht vor 2024 gerechnet. Mitte 2015 wurden die Kosten bei einer frühesten Inbetriebnahme 2025 auf 3,12 Milliarden Euro geschätzt. Hierin enthalten ist ein Risikopuffer von 243 Millionen Euro. Die Deutsche Bahn bezifferte im Juli 2015 die geplanten Kosten mit 2,9 bis 3,1 Milliarden Euro; die Finanzierung war offen. Die Inbetriebnahme wurde für 2025 erwartet.
Zur Finanzierung der Kosten waren im zweiten Halbjahr 2015 Gespräche zwischen Bund und Land vorgesehen. Die Stadt München war bereit, sich freiwillig mit 113 Millionen Euro an dem Projekt zu beteiligen. Der Bund kündigte im Dezember 2015 an, über seinen bislang geplanten Finanzierungsanteil von 493 Millionen Euro hinauszugehen.
Am 25. Oktober 2016 wurde schließlich die Finanzierungsvereinbarung unterzeichnet. Die Kosten werden entsprechend dem Gemeindeverkehrsfinanzierungsgesetz zu 60 % vom Bund und 40 % vom Freistaat Bayern getragen; die Zusage beider Akteure wurde erst bestätigt, nachdem die Deutsche Bahn 150 Millionen und die Landeshauptstadt München 155 Millionen Euro beitrugen. Außerdem finanziert der Freistaat den Anteil des Bundes vor, da dieser die Mittel im nötigen Zeitraum nicht aufbringen konnte. Eventuelle Kostensteigerungen tragen Bund und Freistaat im Verhältnis 60 zu 40.
Die 2019 bekannt gewordenen Umplanungen im Ostabschnitt sowie die Änderungen am Rettungskonzept sollen insgesamt bis zu 200 Millionen Euro kosten. Der Risikopuffer sei dadurch noch nicht aufgezehrt.
Die Vorabmaßnahmen für die U9 am Hauptbahnhof sollen die Stadt München 400 Millionen Euro kosten.

### Rechtliche Umsetzung
Für den Bau der zweiten Stammstrecke werden Planfeststellungsverfahren nach § 18 durchgeführt. Die geplante Strecke wurde hierzu in vier Planungsabschnitte aufgeteilt. Für alle vier Abschnitte wurde der Planfeststellungsbeschluss erlassen.
- Der Planfeststellungsabschnitt 1 (München West[75]) umfasst den 5,4 km langen Abschnitt vom Bereich Laim bis zum Karlsplatz. Der Antrag auf Planfeststellung wurde mit Schreiben vom 22. Juni 2005 gestellt. Auf Verlangen des Eisenbahn-Bundesamtes wurden die Pläne überarbeitet und mit Schreiben vom 16. Dezember 2005 neu eingereicht. Die Pläne wurden vom 9. Januar bis 9. Februar 2006 öffentlich ausgelegt und vom 13. bis 25. September 2006 erörtert. Im Laufe des Planfeststellungsverfahrens kam es zu drei Planänderungen.[1] Unter anderem aufgrund strittiger direkter Verknüpfungen zur U-Bahn am Hauptbahnhof kam es zu mehrjährigen Verzögerungen. Die Deutsche Bahn beabsichtigte im Mai 2015, die Baumaßnahmen umgehend ausschreiben.[76] Der Planfeststellungsbeschluss wurde am 6. Juni 2015 erlassen.[1] Die Grünen-Fraktion im Bayerischen Landtag sowie Geschäftsleute aus dem Bahnhofsviertel erwägen Klagen.[77] Gegen den Beschluss gingen bis Anfang August 2015 sieben Klagen von Hausbesitzern und Gewerbetreibenden ein.[78] Mit Bescheid vom 20. Januar 2016 wurde Sofortvollzug angeordnet.[79] Die Klagen sollen Ende Juni 2016 verhandelt werden.[80]

- Der Planfeststellungsabschnitt 2 (München Mitte) reicht von der Westseite des Karlsplatzes bis zum westlichen Isarufer.[75] Der Antrag auf Planfeststellung wurde mit Schreiben vom 17. Dezember 2004 gestellt. Auf Verlangen des Eisenbahn-Bundesamtes wurden die Unterlagen überarbeitet und mit Schreiben vom 14. Juni 2005 erneut eingereicht und vom 18. Juli bis 18. August 2005 öffentlich ausgelegt. Die Erörterung fand vom 9. bis 20. Januar 2006 statt, der Anhörungsbericht datiert auf den 22. Januar 2007; Nachträge folgten bis Ende Mai 2009. Mit Schreiben vom 11. Februar 2008 wurden Planänderungen beantragt; die Pläne wurden vom 2. Juni bis 1. Juli 2008 ausgelegt und auf einen Erörterungstermin verzichtet. Der abschließende Anhörungsbericht lag schließlich am 1. Juli 2009 vor.[75] Die Planfeststellung erfolgte am 24. August 2009.

- Der Planfeststellungsabschnitt 3 neu (München Ost) umfasst den Bereich vom westlichen Isarufer zum Bahnhofsteil München Leuchtenbergring.[1] Der Antrag auf Planfeststellung wurde mit Schreiben vom 26. Februar 2010 gestellt.[81] In Haidhausen wurden mehr 1400 Einwendungen erhoben.[66] Die Erörterung fand zwischen vom 13. bis 17. Dezember 2010 sowie vom 31. Januar bis 1. April 2011 statt. Am 26. Juli 2012 wurde eine erste Planänderung beantragt und Ende Mai 2014 erörtert.[81] Der Freistaat Bayern kündigte im Juni 2015 an, mit Nachdruck auf einen Planfeststellungsbeschluss für Herbst 2015 oder spätestens Ende 2015 zu drängen.[77] Der Planfeststellungsbeschluss wurde schließlich am 25. April 2016 erlassen.[81] Eine Bürgerinitiative sowie Gewerbetreibende in Haidhausen haben Klagen den Beschluss angekündigt. Die Klagefrist gegen den Beschluss endet Ende Mitte Juli 2016.[80]

- Der bereits am 30. Mai 2006[82] planfestgestellte Abschnitt 3 A (München-Leuchtenbergring) verläuft von der Berg-am-Laim-Straße bis zum Bahnhof Leuchtenbergring.[1] Er beinhaltet Maßnahmen, die auf dem 1998 beschlossenen und 2003 genehmigten Umbau des Münchner Ostbahnhofs für den 10-Minuten-Takt der S-Bahn aufsetzen. Durch die Bildung dieses Abschnitts sollen verlorene Investitionen am Ostbahnhof vermieden werden. Im Rahmen des Verfahrens kam es zu Planänderungen. Mit Schreiben vom 16. Dezember 2004 bat das Eisenbahn-Bundesamt die Regierung von Oberbayern, das Anhörungsverfahren einzuleiten. Die Pläne wurden vom 14. März 2005 bis 14. April 2005 öffentlich ausgelegt, der Erörterungstermin fand am 29. Juli 2005 statt. Der Planfeststellungsbeschluss wurde am 30. Mai 2006 erlassen.[82] Die Gültigkeit des Beschlusses wurde im Juni 2016 um fünf Jahre verlängert.[83]

Gegen den Beschluss zum Planfeststellungsabschnitt 2 wurde von zehn Klägern, unter anderem von Eigentümern und Betreibern von Ladengeschäften am Marienhof, Klage erhoben. Nachdem der bayerische Verwaltungsgerichtshof den Klägern einen Anspruch auf Planergänzung mit Blick auf Lärmschutz zugesprochen hat, legte das Eisenbahn-Bundesamt hiergegen Revision vor dem Bundesverwaltungsgericht ein. Nach Angaben des bayerischen Verkehrsministeriums von 2012 sollte zunächst das für Frühjahr 2013 erwartete Urteil des Bundesverwaltungsgerichts abgewartet werden, bevor die übrigen Abschnitte planfestgestellt werden. Anfang Januar 2014 wurde eine gütliche Einigung bekannt. Demnach wird eine 3 m hohe bauzeitliche Lärmschutzwand auf 4,50 m erhöht. Damit besteht für diesen Abschnitt Baurecht.

### Geplanter Bauablauf

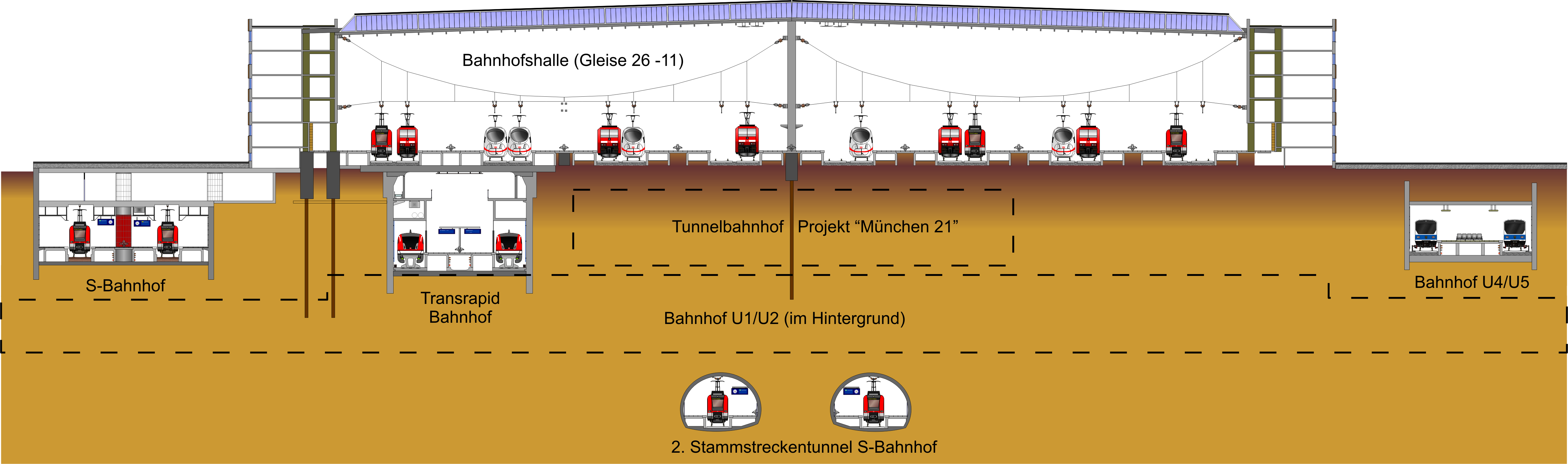
Geplante Lage des 2. S-Bahnhofes am Münchner Hauptbahnhof

Der Tunnel soll weitgehend bergmännisch vorgetrieben werden. Im Bereich der Portale sind kurze Abschnitte in offener Bauweise geplant. Dazu sind vier Tunnelbohrmaschinen vorgesehen: Zwei von diesen sollen sich vom Leuchtenbergring aus in Richtung Westen, die beiden anderen von der Donnersbergerbrücke aus in Richtung Osten zur Station Marienhof graben. Dabei sollen für den Bau der beiden eingleisigen Tunnelröhren insgesamt 1,9 Millionen Kubikmeter Erde bewegt werden. Die Hälfte davon soll per Zug abtransportiert werden.
Geologisch liegt der Tunnel weitgehend im Tertiär.

#### Laim

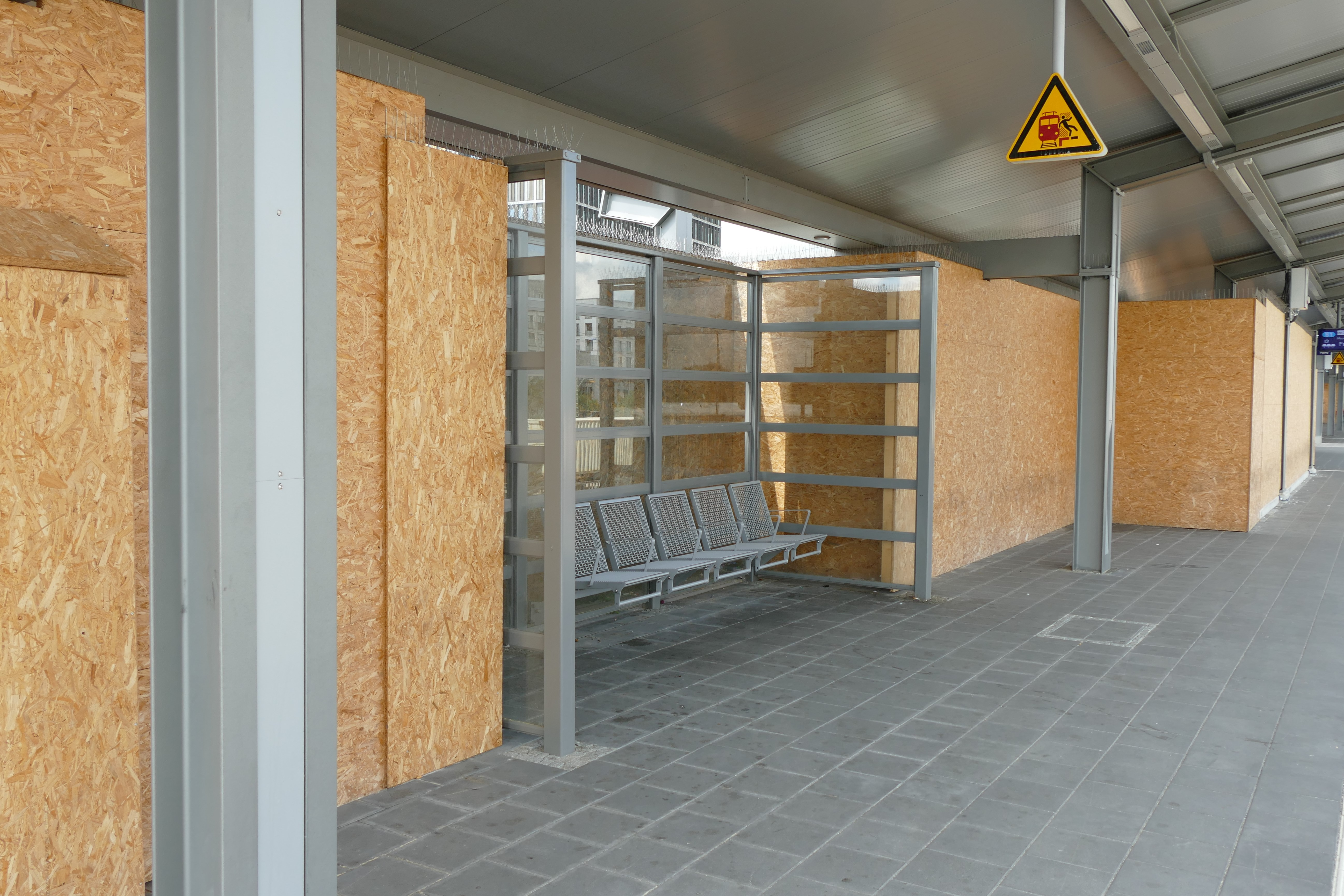
Der S-Bahnhof Laim im Juni 2024 während der Umbauarbeiten

Der Bahnhof Laim soll um eine Bahnsteigkante erweitert werden, so dass insgesamt vier Bahnsteiggleise vorhanden sind. Diese sollen im Richtungsbetrieb angefahren werden, damit ein bahnsteiggleicher Umstieg von Express-S-Bahnen zu Vorort-S-Bahnen möglich ist. Die Bahnsteigbreite wird dabei von aktuell maximal 6,20 m auf eine Mindestbreite von 10 m erweitert. Im Osten des Bahnhofs soll sowohl die erste als auch die zweite Stammstrecke höhenfrei angebunden werden.
Durch den Umbau der Stationen Laim und Leuchtenbergring soll jeder S-Bahn-Halt in der Innenstadt mit maximal einem Umstieg erreicht werden können.

#### Hauptbahnhof Bahnhofsplatz
Der Haltepunkt München Hauptbahnhof Bahnhofsplatz soll in Ost-West-Richtung mittig unter dem Hauptbahnhof und dem Bahnhofsvorplatz gebaut werden.
Die Station soll in einer Tiefe von 41 m liegen. Oberhalb, in einer Tiefe von rund 27 m, liegt die viergleisige U-Bahn-Station der Linien U1 und U2. Um diese Querung zu sichern, sollen unter dieser Stelzen eingebaut werden sowie Stützwände an der Station eingezogen werden. Hier soll aus Rücksicht auf den U-Bahn-Betrieb hauptsächlich nachts gearbeitet werden.
Die Station soll einen rund 15 m breiten Mittelbahnsteig für den Einstieg erhalten, der Ausstieg soll über zwei je 4 m breite Außenbahnsteige erfolgen. Die Erschließung soll im Wesentlichen über einen rechteckigen Schacht von rund 60 × 40 m mit Fahrtreppen und Schnellaufzügen erfolgen.
Das Empfangsgebäude des Hauptbahnhofes soll dabei im Zuge des Baus teilweise abgerissen werden, um das Zugangsbauwerk Station zu bauen. Die Station selbst soll bergmännisch aufgefahren werden.
Es gibt Pläne, im Zuge des Baus das gesamte Gebäude des Hauptbahnhofes umzugestalten. Ein erster Entwurf hierzu von Auer+Weber+Assoziierte mit Baukosten von mindestens 350 Millionen Euro wurde als zu teuer abgelehnt. Die Bahn legte deshalb einen 300 Millionen Euro teuren Gegenentwurf vor. Eine Finanzierung hierfür ist noch offen. Wie am Marienhof werden auch hier auf beiden Seiten der Gleise 210 m lange Bahnsteige gebaut werden. Der Mittelbahnsteig hat hierbei eine Breite von 14,7 m, die Außenbahnsteige von 4 m. Diese sogenannte Spanische Lösung dient zum schnelleren Fahrgastwechsel. Es wird mit einer Bauzeit von 5 Jahren gerechnet. Die Station soll über Expressaufzüge und Rolltreppen erschlossen werden.
In Voruntersuchungen wurde als Variante eine Station in Hochlage, 16 m unter Geländeoberkante, untersucht. Diese wurde jedoch verworfen, da unter anderem nur eine Entwurfsgeschwindigkeit von 60 km/h erreicht werden konnte, aufgrund der Randbebauung keine spanische Lösung der Bahnsteige möglich war und durch eine notwendige Aufschlitzung des U2-Tunnels, diese während der Bauphase stark beeinträchtigt worden wäre. Darüber hinaus hätte die Station in einem 410 m Radius angelegt werden müssen, was eine Genehmigung durch das Eisenbahn-Bundesamt bedurft hätte.
Im Juli 2019 wurde beschlossen, die Station der 2. Stammstrecke, das Vorhaltebauwerk der U9 und das neue Empfangsgebäude des Hauptbahnhofs aus Zeit- und Kostengründen gemeinsam zu bauen.

#### Marienhof

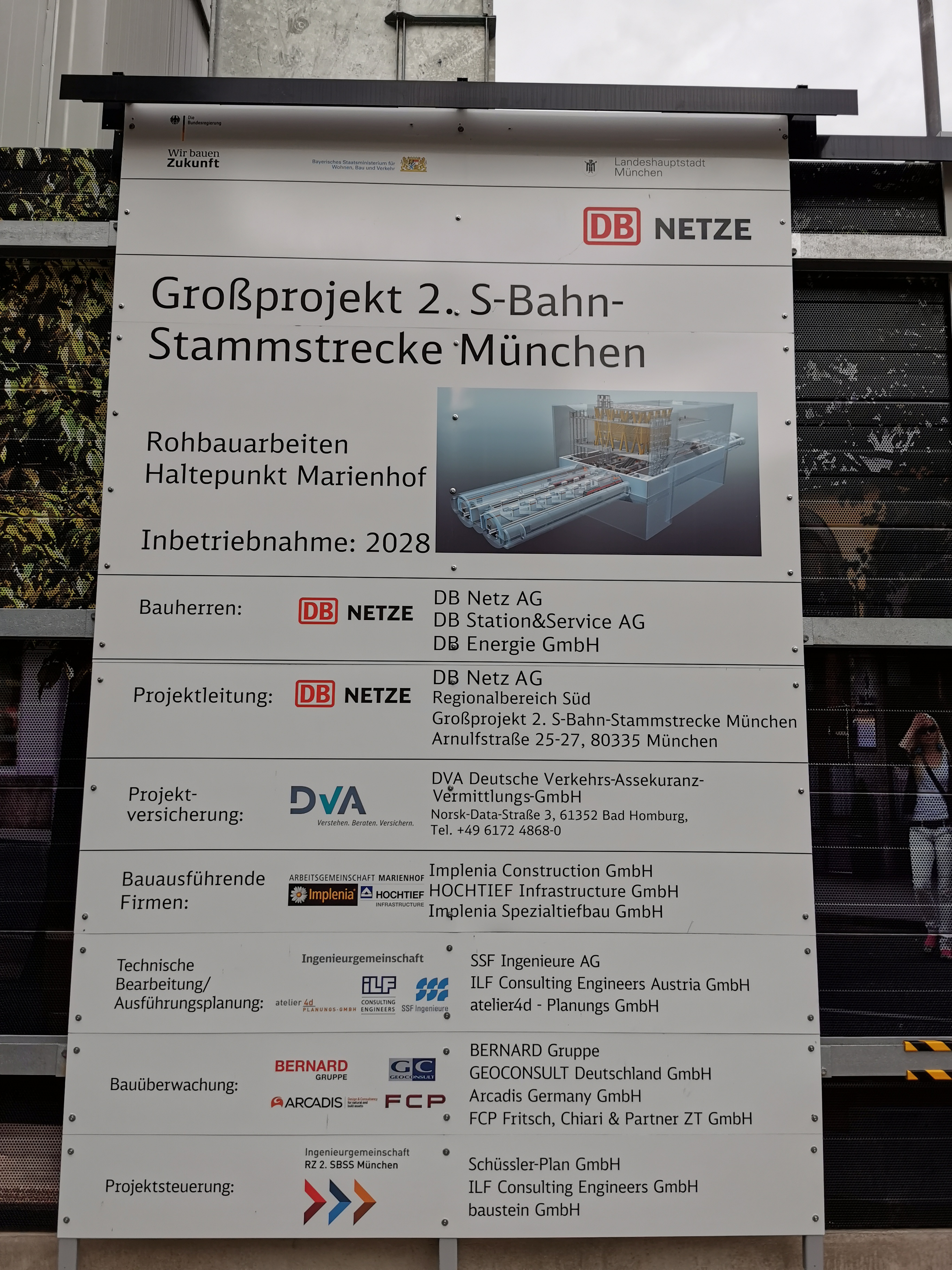
Bautafel zu Rohbauarbeiten am Haltepunkt Marienhof (2020)

Am Marienhof ist ein Haltepunkt vorgesehen. Aufgrund der Bebauung und der über der geplanten Stammstrecke liegenden U-Bahn-Tunnel (U3/U6) soll diese Station in einer Tiefe von rund 38 m entstehen. Der Bahnsteig soll über ein zentrales Zugangsbauwerk in der Mitte der Station erschlossen werden, der als rechteckiger Schacht mit Abmessungen von rund 65 × 55 m ausgebildet werden soll.
Erster Bauabschnitt soll dabei am Marienhof sein. Die Baulogistik soll an dieser Stelle über die Straße per Lkw abgewickelt werden. Die archäologischen Untersuchungen an dieser Stelle wurden Ende Oktober 2012 abgeschlossen. Die Bahnsteige sollen an dieser Station, wie auch am benachbarten Bahnhof Marienplatz, auf beiden Seiten der Gleise sein. Wie am Hauptbahnhof ist der Mittelbahnsteig 14,7 m und die beiden Außenbahnsteige 4 m breit. Die Bahnsteige werden mit 210 m Länge dem üblichen Münchner-S-Bahn-Standard angepasst. Der Bahnsteig soll mittig unter dem Marienhof mit einem Mindestradius von 500 m gebaut werden.
Neben der Tiefvariante wurde auch eine Hochvariante etwa 16 m unter Geländeoberkante untersucht. Diese wurde jedoch aufgrund der deutlich schwierigeren baulichen Umsetzung und der durch bauliche Zwangspunkte notwendigen ungünstigeren Trassierung verworfen. Die Inbetriebnahme ist für 2028 anvisiert.

#### Ostbahnhof
Am Ostbahnhof sollte anfangs ein Haltepunkt in 35 m Tiefe direkt unter dem Orleansplatz und dem U-Bahnhof Ostbahnhof entstehen. Im Juli 2019 wurde beschlossen, die Station nach Südosten in 16 m Tiefe unter die Friedenstraße zu verlegen.
Hier sollen zwei bergmännisch zu erstellende Röhren mit jeweils einem innenliegenden Seitenbahnsteig entstehen. Aufgrund des erwarteten deutlich geringeren Fahrgastaufkommens soll an dieser Station auf die Spanische Lösung verzichtet werden.

#### Leuchtenbergring
Der Bahnhof Leuchtenbergring wird umgebaut, sodass er die beiden Gleise der zweiten Stammstrecke aufnehmen kann sowie für die steigenden Umsteigerzahlen zwischen Vorort- und Express-S-Bahn gerüstet ist. Der südliche Bahnsteig wird weiter südlich neu gebaut, um zwischen den beiden Bahnsteigen Platz für ein Durchfahrgleis für die Zu- und Abführung von Bahnen zur S-Bahnwerkstätte Steinhausen zu schaffen. An den westlichen Bahnsteigenden soll ein Fußgängersteg entstehen, der die gesamten Gleisanlagen überspannen soll und den barrierefreien Zugang zu den Bahnsteigen ermöglicht.

#### Netzergänzung auf Außenästen
Um den Mehrverkehr durch die zweite Stammstrecke bewältigen zu können, sind über die Innenstadtstrecke hinaus mehrere netzergänzende Maßnahmen auf den S-Bahn-Außenästen geplant. Diese Maßnahmen sind Teil des von der bayerischen Staatsregierung im Mai 2012 beschlossenen 13-Punkte-Sofortprogramms zur Verbesserung der S-Bahn-Schieneninfrastruktur Münchens.
Dieses Programm umfasst (Baukosten Stand 2012):
- Wendegleis in Weßling[2][92] (Baukosten ca. 15 Mio. €, Baubeginn 2023, geplante Inbetriebnahme mit Zweiter Stammstrecke)
- Überwerfungsbauwerk Westkreuz[2][93] (Baukosten ca. 17 Mio. €, Baubeginn 2024, geplante Inbetriebnahme mit Zweiter Stammstrecke)
- LZB-Verlängerung bis westlich des Bahnhofs Pasing[2][94] (Baukosten ca. 10 Mio. €, Baubeginn 2024, geplante Inbetriebnahme mit Zweiter Stammstrecke)
- 140 km/h Höchstgeschwindigkeit zwischen Johanneskirchen und München Flughafen auf 14 km Länge[95] (Baukosten ca. 4 Mio. €, Baubeginn 2024, geplante Inbetriebnahme mit Zweiter Stammstrecke)
- Bahnsteigneubau für die S-Bahn im Bahnhof Markt Schwaben[2][96] (Baukosten ca. 10 Mio. €, Baubeginn und Inbetriebnahme 2020 geplant)
- Zweigleisiger Ausbau zwischen St. Koloman und Aufhausen auf 3 km Länge[97][98] (Baubeginn 2024, geplante Inbetriebnahme mit Zweiter Stammstrecke)
- Erdinger Ringschluss
  - 1. Bauabschnitt[99] (Baukosten ca. 180 Mio. €[99], Planfeststellungsbeschluss Frühjahr 2018 erwartet, geplante Inbetriebnahme 2024)
  - 2. Bauabschnitt[100] (Baukosten ca. 360 Mio. €[100], geplante Einleitung Planfeststellung Frühjahr 2018, geplante Inbetriebnahme in Abschnitten 2027 und 2029)
- Neufahrner Gegenkurve[101] (Baukosten ca. 91 Mio. €[101], erfolgte Eröffnung Dezember 2018)
- Walpertskirchener Spange[102] (Baukosten ca. 150 Mio. €, Einleitung des Planfeststellungsverfahrens im Jahr 2018 geplant)
- Verlängerung der S7 nach Geretsried[103] (seit 2015 Neuplanung nach Bürgereinwänden (Forderung nach Tieferlegung der Eisenbahnstrecke in Wolfratshausen), voraussichtliche Fertigstellung der Vorplanung 2018, geplante Erlangung des Baurechtes 2021, Abschluss des Bau- und Finanzierungsvertrages 2025 möglich)
- Ausbau der Linie A auf S-Bahn-Standard (Baukosten ca. 48 Mio. €, Inbetriebnahme Ende 2014 erfolgt)[97]
- Ausbau der Sendlinger Spange[104] (Baukosten ca. 22 Mio. € für ersten Bauabschnitt[104], geplanter Beginn des Planfeststellungsverfahrens 2019, geplante Teileröffnungen 2022 (Überleitverbindung) und 2024 (Umbau Heimeranplatz))
- Ausbau des Betriebswerks Steinhausen[105] (Baukosten ca. 72 Mio. €[105], Bauarbeiten seit 2017, geplante Eröffnung Ende 2020)
- Zweigleisiger Ausbau zwischen Steinebach und Seefeld-Hechendorf auf 3 km Länge[97][106] (Baubeginn 2023, geplante Inbetriebnahme mit Zweiter Stammstrecke)

Weitere Ausbauten des Netzes, wie eine Verdichtung der Blockteilung bei Türkenfeld und Feldafing, eine Geschwindigkeitsanhebung des Bahnübergangs Balanstraße oder eine schnellere Einfahrt in Neubiberg, werden durch die Bayerische Eisenbahngesellschaft mit Pönalemitteln finanziert.

### Ältere Planungsstufen
Bereits in den Jahren nach der Fertigstellung der ersten Stammstrecke wurde mit Planungen für eine zweite Stammstrecke begonnen.
Zeitweise umfasste die Planung eine Verzweigung am Maximilianeum, zwei Tunnelstrecken unter der Kirchen- und Einsteinstraße und einen Umbau des Ostbahnhofes. Diese Planungen wurden mittlerweile aus Kostengründen aufgegeben.
Ursprünglich geplante weitere Haltepunkte (Arnulfpark, Lenbachplatz, Maxmonument und Max-Weber-Platz) wurden zugunsten des Express-Systems aus der Planung genommen, da für Letzteres mehr Fahrgäste prognostiziert wurden.
Ebenso aufgegeben wurde die ursprüngliche Linienführung im Planfeststellungsabschnitt 3. Dieser sah zwei Abschnitte vor, die nach Nordosten zum Leuchtenbergring und Südwesten zum Ostbahnhof führen sollten. Diese Pläne wurden 2010 geändert. Die neuen Planungen sahen nun nur noch einen nach Nordosten führenden Abschnitt vor, der Ostbahnhof und Leuchtenbergring zugleich anbindet.

## Kritik und Alternativvorschläge
Die Planung der zweiten Stammstrecke wird unter anderem dafür kritisiert, dass der Umsteigebedarf nicht ausreichend berücksichtigt wird. Die Planung maximiert die Anzahl der Züge, die zwischen Hauptbahnhof und Ostbahnhof verkehren können, reduziert aber die Umsteigemöglichkeiten. Insbesondere für den bereits oft überlasteten Halt Marienplatz ist durch diese Planung keine Entspannung zu erwarten und auch vor einer Überlastung des Hauptbahnhof-Untergeschosses wird gewarnt. Viele Umsteigemöglichkeiten, beispielsweise zu den Trambahnen am Isartor und am Rosenheimer Platz, fallen praktisch weg, durch die tiefe Streckenführung werden die Laufwege länger, und an den Umsteigebahnhöfen wird nach Einschätzung des Bund Naturschutz in Bayern „das Gedränge noch dichter“, da eben keine alternativen Umsteigemöglichkeiten geschaffen werden.

### Alternativplanung Südring

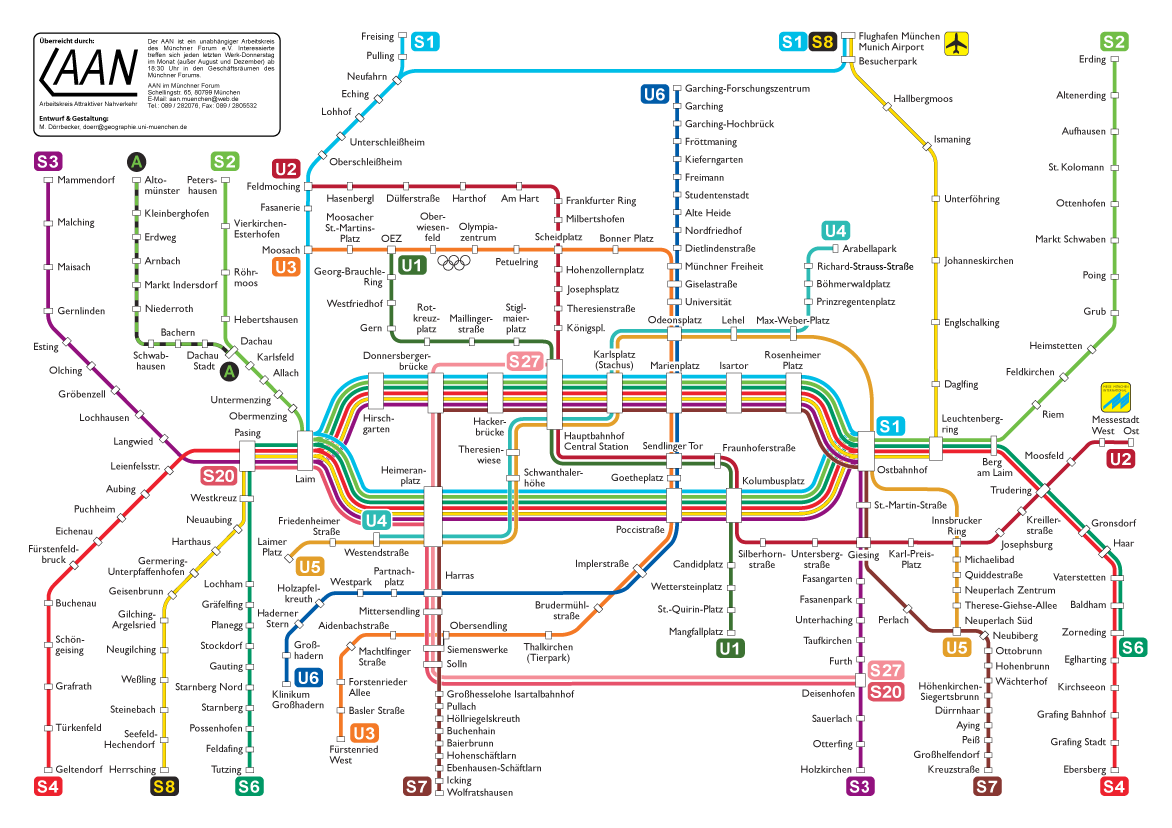
Ideenvariante „Südring“ des Arbeitskreises Attraktiver Nahverkehr

Erste Überlegungen zu einer zweiten S-Bahn-Stammstrecke 1991 sahen den Ausbau des Südrings vor. Diese Variante wurde aber nach mehreren vergleichenden Untersuchungen zugunsten eines Tunnels von offizieller Seite nicht weiter verfolgt.
Kritiker des Tunnels, wie der Bund Naturschutz in Bayern, die Verkehrsplaner Baumgartner, Kantke und Schwarz, das Beratungsbüro Vieregg-Rössler oder die Bürgerinitiative S-Bahn-Tunnel Haidhausen schlagen weiterhin verschiedene Varianten des Südring-Ausbaus als günstigere Alternative vor.
Zudem können am Südring Umsteigemöglichkeiten in alle U-Bahn-Linien an den Stationen Heimeranplatz, Poccistraße und Kolumbusplatz angeboten werden.

### Alternativplanung Citytunnel
Im Zuge der München-21-Planungen wurde in der Variante A ein viergleisiger Tunnel vom Hauptbahnhof über den U-Bahnhof Sendlinger Tor zum Ostbahnhof ins Spiel gebracht. Dabei würden der gesamte Fernverkehr am Ostbahnhof anstelle des Hauptbahnhofs, der komplett zum unterirdischen Durchgangsbahnhof vergleichbar mit Stuttgart 21 umgebaut werden würde, enden. Auf Basis dieser Planungen schlug die Bürgerinitiative S-Bahn-Tunnel Haidhausen vor, diese als Alternativführung für den zweiten Stammstreckentunnel zu nutzen. Der Tunnel soll hierbei östlich von Laim, bzw. alternativ an der Donnersbergerbrücke beginnen und am Tassiloplatz in den Südring einmünden. Dieser sei, nach Aussagen der Bürgerinitiative, damit nur halb so lang und daher deutlich günstiger als der geplante Tunnel. Einen entsprechenden Antrag der ödp auf nähere Untersuchung dieser Variante lehnte der Münchner Stadtrat 2007 und 2008, mit dem Verweis auf die Untersuchungen der Variante A im Jahre 2000, ab. Einer der Gründe hierfür war das Offenhalten der Option auf einen Fern- und Regionalverkehrstunnel. Zusätzlich zu diesem Verkehr könne maximal eine Linie im 20-Minuten-Takt durch den Tunnel verkehren, da der Ostbahnhof als Endstation des gesamten Fernverkehrs überlastet wäre. Ein anderer Grund war, dass Voruntersuchungen ergaben, dass der Bau sehr komplex sei und etwa Eingriffe in den U-Bahn-Tunnel der U1/U2 und den Untergeschossen des Mathäser bedarf.
Für die München-21-Variante B, die nur zwei Gleise zwischen Hauptbahnhof und Ostbahnhof vorsieht und nur einen geringen Teil des Fernverkehrs zum Ostbahnhof durchbindet gibt es keine Untersuchungen zur Tauglichkeit als 2. Stammstreckentunnel.

### Nutzung von Mehrsystemfahrzeugen
Der Verkehrsclub Deutschland brachte 2002 die Idee in die Diskussion, den Tunnel der U5 bis zum Bahnhof Pasing zu verlängern. Dort soll ein Übergang mit Mehrsystemfahrzeugen auf das Bahnnetz möglich werden. Ein weiterer Übergang soll am Bahnhof München-Neuperlach Süd errichtet werden, wo bereits heute die U- und S-Bahnen bahnsteiggleich halten. Weitere vorgeschlagene Verknüpfungspunkte waren Verlängerungen der U4 bis Englschalking und der U2 bis Feldkirchen und Haar. München lehnte diesen Vorschlag, der unter anderem durch den Bezirksausschuss Trudering-Riem eingebracht wurde, wiederholt mit der Begründung ab, dass sich Fahrzeiten verlängern würden, die Zusatzkapazitäten der Strecke zu gering sind sowie der Mischbetrieb große betriebliche Probleme in sich birgt. Ebenso benötigen die Mehrsystemfahrzeuge einen erheblichen fahrzeugtechnischen Mehraufwand, um die Systemunterschiede auszugleichen. Auch die Münchner Verkehrsgesellschaft als Betreiber lehnt diese Lösung ab. Bereits heute nähert sich die U-Bahn ihrer Kapazitätsgrenze und ist stellenweise etwa bei Großveranstaltungen wie dem Oktoberfest bereits überlastet. Lösungen, die Verlagerungen hin zur U-Bahn ohne Kapazitätserweiterungen darstellen, werden daher abgelehnt.

### Störungsstatistik als Argument gegen den Zweiten Tunnel
Der CSU-Stadtrat Georg Kronawitter, Neffe zweiten Grades des Münchner Alt-Oberbürgermeister gleichen Namens, führte als Argument gegen den Zweiten Tunnel an, dass die Anzahl der Störungen auf dem Stammstreckentunnel so gering ist, dass diese Störfallstatistik kein Grund für einen zweiten Tunnel ist. Er und sein Stadtratskollege Norbert Miehle werteten dazu die Störmeldungen der S-Bahn an ihre Kunden vom 1. Dezember 2008 bis 30. November 2009 aus. Auf der von ihm als Stammstrecke definierten Bereich fanden in diesen Zeitraum 15 von insgesamt 237 Störungen statt (entspricht 6,3 %). Am störanfälligsten war demnach die Linie S1. Die von ihm erstellte Störfallstatistik von 2009 stellt sich folgendermaßen dar:
| Ursache                             | Westzweige | Ostzweige | Stammstrecke |
| ----------------------------------- | ---------- | --------- | ------------ |
| Sonstige Sperrungen                 | 31         | 11        | 7            |
| Polizeieinsatz                      | 29         | 13        | 3            |
| Notarzteinsatz                      | 19         | 12        | 3            |
| Unwetter                            | 16         | 09        | –            |
| Störung bei Weichen und Oberleitung | 13         | 09        | –            |
| Stellwerkstörung                    | 10         | 10        | 2            |
| Bombendrohung                       | 09         | 05        | –            |
| Feuerwehreinsatz                    | 05         | 05        | –            |
| Sonstiges                           | 14         | 02        | –            |

Die offizielle Störungsstatistik der Deutschen Bahn rechnet 38,1 % aller S-Bahn-Störungen der Stammstrecke zu. Als Grund für diese Differenz nennt die Bürgerinitiative Haidhausen, dass in der Statistik der beiden Stadträte Störungen an den Bahnhöfen Pasing, Laim und Ostbahnhof zu den Außenästen gezählt werden.

### Befürchtete Überlastung des Hauptbahnhof-Untergeschosses
Die Münchner Verkehrsgesellschaft warnte in einem Brief an den Stadtrat, dass am Münchner Hauptbahnhof die Aufgänge vom zweiten S-Bahnhof direkt zu den U-Bahnhöfen der U1/U2 und U4/U5 und dort zu Staus führen könnten. Mit der Deutschen Bahn seit 2009 geführte Gespräche hätten bisher keine einvernehmliche Lösung gebracht. Die MVG fürchtet, dass hier Fahrgastzuwächse über das bis 2020 prognostizierte Maß hinaus zu verzeichnen sind und diese nicht eingeplant werden. Sie fordert daher weitere Aufgänge an die Oberfläche und eine veränderte Wegführung im Untergrund. Nachdem der im Juni 2015 erlassene Planfeststellungsbeschluss für den betroffenen Abschnitt die Verknüpfung nicht vorsieht, werden entsprechende Änderungen im Rahmen einer Planänderung erwogen.

### Kapazitätsausweitung durch Einsatz von Langzügen
Neben einer Verdichtung der Zugfolge wird von Kritikern angemerkt, dass im aktuellen S-Bahn-Verkehr nicht alle Züge in maximaler Länge verkehren. Dies würde notwendige weitere Kapazitäten schaffen. Die notwendigen Fahrzeugneubeschaffungen seien günstiger als der Bau eines Tunnels.

### Kontroverse um die Wirtschaftlichkeit angesichts verlängerter Laufwege
Im Januar 2015 stellte das Münchner Büro Vieregg-Rössler die Ergebnisse einer neuen Studie vor, die im Auftrag der Bürgerinitiative Haidhausen durchgeführt wurde. Aufgrund verlängerter Gleiszugangszeiten durch lange Rolltreppen zu den Tiefbahnhöfen seien die Reisezeiten im Vergleich zur ersten Stammstrecke insgesamt höher und die zweite Stammstrecke damit unwirtschaftlich.
Nach einer schriftlichen Auskunft des Staatsministeriums wurden Reisezeitveränderungen „stets nur für den gesamten Untersuchungsraum, nicht aber für einzelne Stationen, Streckenabschnitte oder ähnliches“ vorgenommen. Es ist daher unklar, ob die kritisierten Punkte überhaupt betrachtet wurden. Die Freien Wähler werfen daher dem Staatsministerium vor, sich bewusst „fahrlässig zu verrechnen“.

## Technik
Es gibt unterschiedliche Angaben, mit welcher Zugbeeinflussung die neue Stammstrecke ausgerüstet werden soll. Seit 2015 ist ETCS geplant; andere Quellen geben an, dass die zweite Stammstrecke zusätzlich mit LZB ausgestattet werden soll. Um 2015 war noch eine ausschließliche Ausrüstung mit LZB vorgesehen.
Im Oktober 2022 wurde eine Planung (Grundlagenermittlung und Vorplanung) für ETCS als führendes Zugbeeinflussungssystem beider Stammstrecken sowie weiterer Bereiche ausgeschrieben.